# Titularbistum Polystylus
Polystylus (ital.:  Polistilo) ist ein Titularbistum der römisch-katholischen Kirche.
Es geht zurück auf ein früheres Bistum (mitunter mit der antiken Stadt Abdera identifiziert) im Norden des heutigen Griechenland. Es gehörte der Kirchenprovinz Philippi an.
| Titularbischöfe von Polystylus |                         |                                                 |               |                  |
| Nr.                            | Name                    | Amt                                             | von           | bis              |
| 1                              | Antonius Mönch          | Weihbischof in Trier (Deutsches Reich)          | 1. Juli 1915  | 14. Februar 1935 |
| 2                              | Philip Côté SJ          | Apostolischer Vikar von Süchow (Republik China) | 18. Juni 1935 | 11. April 1946   |
| 3                              | Louis-August Chorin MEP | Apostolischer Vikar von Bangkok (Thailand)      | 10. Juli 1947 | 29. April 1965   |